# Roger Alder

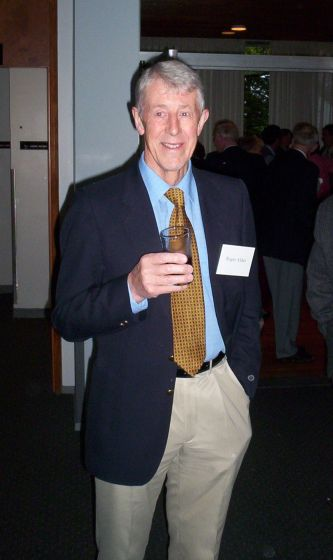
Roger Alder em maio de 2005

Roger William Alder é um professor emérito inglês de química orgânica pela Universidade de Bristol, no Reino Unido. Ele também é membro da Royal Society. Ele estudou química orgânica e tornou-se Ph.D. pela Universidade de Oxford, entre 1956 e 1962.
Sua pesquisa envolve o estudo de novos compostos com propriedades incomuns, como esponjas de prótons (desenvolvido por ele em 1968), diaminocarbenos estáveis (enormemente estudadas por sua equipe após o isolamento da substância, em 1991).